# Parco nazionale Kosciuszko
Il parco nazionale Kosciuszko (Kosciuszko National Park)  è un'area naturale protetta australiana ubicata nell'angolo sud-orientale del Nuovo Galles del Sud. Il 7 novembre 2008 è stato aggiunto alla lista dei patrimoni nazionali australiani.

## Territorio
Sorge a circa 354 km (220 miglia) a sud ovest di Sydney, ed è contiguo al parco nazionale delle Alpi in Victoria, e al parco nazionale Namadgi. Esso si estende su 6.900 chilometri quadrati (2.700 miglia quadrate) e contiene la vetta più alta dell'Australia continentale, il monte Kosciuszko, dal quale prende il nome, e la città di Cabramurra la più alta in Australia.  Le grandi città di Cooma, Tumut e Jindabyne si trovano appena fuori il parco. I suoi confini contengono un mix di aspre montagne e di natura selvaggia, caratterizzata da un clima alpino, che lo rende frequentato da sciatori e turisti.
Le acque dei fiumi Snowy, Murray e Gungarlin scorrono in questo parco. Altri picchi notevoli nel parco includono il monte Gungartan, il monte Jagungal, il Bimberi Peak e il monte Townsend.